# Martina Machulla

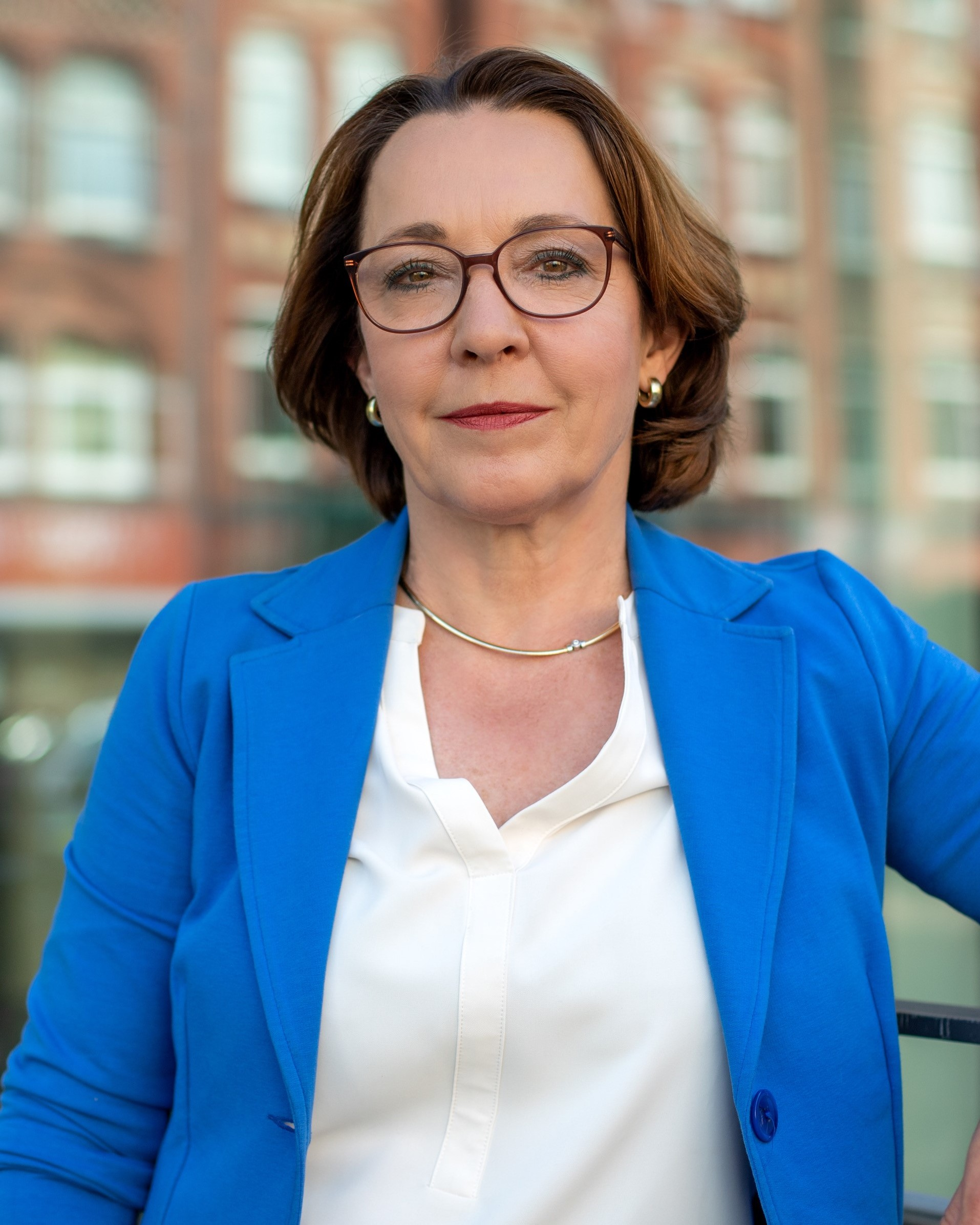
Martina Machulla (2022)

Martina Machulla (2024)

Martina Machulla (* 28. Januar 1962 in Neustadt am Rübenberge) ist eine deutsche Politikerin (CDU). Seit 2022 ist sie Abgeordnete des Niedersächsischen Landtags.

## Leben
Martina Machulla begann nach dem Abitur 1981 ein Studium der Rechtswissenschaften an der Freien Universität Berlin und schloss dieses mit dem ersten juristischen Staatsexamen ab. In der Folge war sie bis 1989 bei einer Berliner Immobilienfirma tätig. Danach begann sie ihr Referendariat, das ebenfalls in Berlin stattfand. Während dieser Zeit wurden ihr Sohn (1990) und ihre Tochter (1992) geboren. Im Jahr 1993 legte sie ihr zweites juristisches Staatsexamen ab.
Im Jahr 1994 gründete Machulla eine Anwaltskanzlei mit Hauptsitz in Neustadt am Rübenberge, zu der später auch eine Zweigstelle in Hannover hinzukam. Dort war sie hauptberuflich als Fachanwältin für Familienrecht tätig. Mit Beginn ihrer Tätigkeit als Landtagsabgeordnete verlegte Machulla ihren Kanzleisitz vollständig nach Hannover und gab ihren Standort in Neustadt am Rübenberge auf.

## Politik
Martina Machulla ist seit 2018 Mitglied der CDU. Bei der Landtagswahl in Niedersachsen 2022 zog sie über Platz 24 der Landesliste der CDU in den Niedersächsischen Landtag ein. Im Wahlkreis Hannover-Linden unterlag sie SPD-Kandidatin Thela Wernstedt.
Als Abgeordnete des Niedersächsischen Landtags wirkt sie in den Landtagsausschüssen für Recht und Verfassung sowie für Wissenschaft und Kultur mit. Im Unterausschuss Justizvollzug und Straffälligenhilfe ist sie Sprecherin des Arbeitskreises der CDU.
Darüber hinaus ist sie Mitglied des Beirats der WAAGE e.V. und gehört den Kuratorien der Stiftung Opferhilfe sowie des Museums Friedland an. Machulla ist weiterhin Mitglied des Verwaltungsrates des Studentenwerkes Hannover und stellvertretendes Mitglied des Verwaltungsausschusses der KKH. Zuvor war sie Mitglied des Beirats der niedersächsischen Landesstiftung Familie in Not und des strategischen Beirats des Social Innovation Centers der Wirtschaftsförderung Hannover. Machulla ist außerdem Kreisvorsitzende der Frauen Union Hannover-Stadt sowie stellvertretende Vorsitzende des Bezirksvorstandes.
Im Bereich des Unternehmertums nahm Machulla von 2020 bis einschließlich Dezember 2023 die Position der Landesverbandsvorsitzenden beim Verband deutscher Unternehmerinnen (VdU) in Niedersachsen ein. Seit 2022 ist sie stellvertretende Landesvorsitzende der Mittelstands- und Wirtschaftsunion (MIT); hier ist sie für den Bereich "Entbürokratisierung" verantwortlich.